# Taken by Force
Taken by Force – piąty album studyjny Scorpions wydany w roku 1977.
Okładka albumu przedstawiająca dzieci celujące do siebie z broni palnej na cmentarzu wojskowym w kilku krajach została uznana za obraźliwą i zamieniona na inną, z wizerunkami muzyków.

## Lista utworów
| 1.  | "Steamrock Fever"             | 3:35  |
|     |                               |       |
| 2.  | "We'll Burn the Sky"          | 6:27  |
|     |                               |       |
| 3.  | "I've Got to Be Free"         | 4:00  |
|     |                               |       |
| 4.  | "The Riot of Your Time"       | 4:10  |
|     |                               |       |
| 5.  | "The Sails of Charon"         | 5:14  |
|     |                               |       |
| 6.  | "Your Light"                  | 4:30  |
|     |                               |       |
| 7.  | "He's a Woman - She's a Man"  | 3:14  |
|     |                               |       |
| 8.  | "Born to Touch Your Feelings" | 7:20  |
|     |                               |       |
| 9.  | "Suspender Love"              | 3:19  |
|     |                               |       |
| 10. | "Polar Nights (live)"         | 6:55  |
|     |                               |       |
|     |                               | 48:44 |
|     |                               |       |
Utwory Suspender Love i Polar Nights pochodzą z reedycji albumu. Album w tej wersji ma długość 48:44.

## Twórcy albumu
- Klaus Meine – wokal
- Rudolf Schenker – gitara rytmiczna
- Ulrich Roth – gitara solowa
- Francis Buchholz – gitara basowa
- Herman Rarebell – perkusja
- Dieter Dierks – producent